# Mystères lumineux
 (septembre 2023).
Si vous disposez d'ouvrages ou d'articles de référence ou si vous connaissez des sites web de qualité traitant du thème abordé ici, merci de compléter l'article en donnant les références utiles à sa vérifiabilité et en les liant à la section « Notes et références ».
Les mystères lumineux (Mysteria luminosa en latin) sont un quatrième cycle de mystères ajouté par Jean-Paul II à la prière catholique du rosaire. Suivant les « mystères joyeux » de l'annonce de la venue du Christ et de son enfance, les « mystères lumineux » concernent la vie publique du Christ, de son baptême jusqu'à l'orée de sa Passion (mystères douloureux, suivis des mystères glorieux). 
Cette initiative de Jean-Paul II est exposée dans sa lettre apostolique Rosarium Virginis Mariae. Une des volontés du pape en créant cette série de mystères était de replacer l'action et le message de Jésus au cœur du rosaire, la figure de Marie étant là pour guider dans la compréhension des mystères. 
Les mystères lumineux sont habituellement médités le jeudi. Ils n'ont aucun caractère obligatoire.

## Baptême du Christ

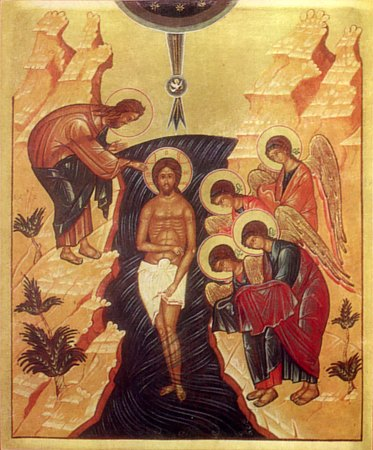

Le Baptême du Christ au bord du Jourdain (Baptisma apud Iordanem).
Nous vous offrons, Seigneur Jésus, cette dizaine, en l'honneur du Baptême du Christ, et nous vous demandons, par ce mystère et par l'intercession de votre Très Sainte Mère, la grâce d'être fidèle aux promesses de notre baptême.

« Dès que Jésus fut baptisé, il sortit de l’eau; voici que les cieux s’ouvrirent, et il vit l’Esprit de Dieu descendre comme une colombe et venir sur lui. Et des cieux, une voix disait: "Celui-ci est mon Fils bien-aimé; en lui j’ai mis tout mon amour" »

— Mt 3,16-17
Je vous salue, Marie pleine de grâces ; le Seigneur est avec vous. Vous êtes bénie entre toutes les femmes, et Jésus, désigné par Dieu comme son Fils bien-aimé, le fruit de vos entrailles, est béni. Sainte Marie, Mère de Dieu, priez pour nous pauvres pécheurs, maintenant et à l'heure de notre mort. Amen.

## Noces de Cana

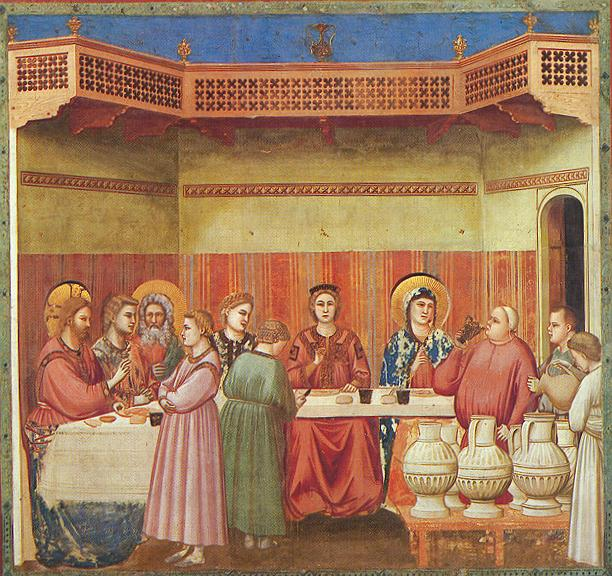

La manifestation du Christ lors des Noces de Cana (Autorevelatio apud Cananense matrimonium)
Nous vous offrons, Seigneur Jésus, cette dizaine, en l'honneur des Noces de Cana, et nous vous demandons, par ce mystère et par l'intercession de votre Très Sainte Mère, la grâce de la confiance en Marie.

« Trois jours plus tard, il y avait un mariage à Cana en Galilée. La mère de Jésus était là. Jésus aussi avait été invité au repas de noces avec ses disciples. Or, on manqua de vin; la mère de Jésus lui dit: "Ils n’ont plus de vin". Jésus répondit: "Femme, que me veux-tu? Mon heure n’est pas encore venue". Sa mère dit aux serviteurs: "Faites tout ce qu’il vous dira" »

— Jn 2, 1-5
Je vous salue, Marie pleine de grâces ; le Seigneur est avec vous. Vous êtes bénie entre toutes les femmes, et Jésus, accomplissant son premier miracle, le fruit de vos entrailles, est béni. Sainte Marie, Mère de Dieu, priez pour nous pauvres pécheurs, maintenant et à l'heure de notre mort. Amen.

## Proclamation du Royaume

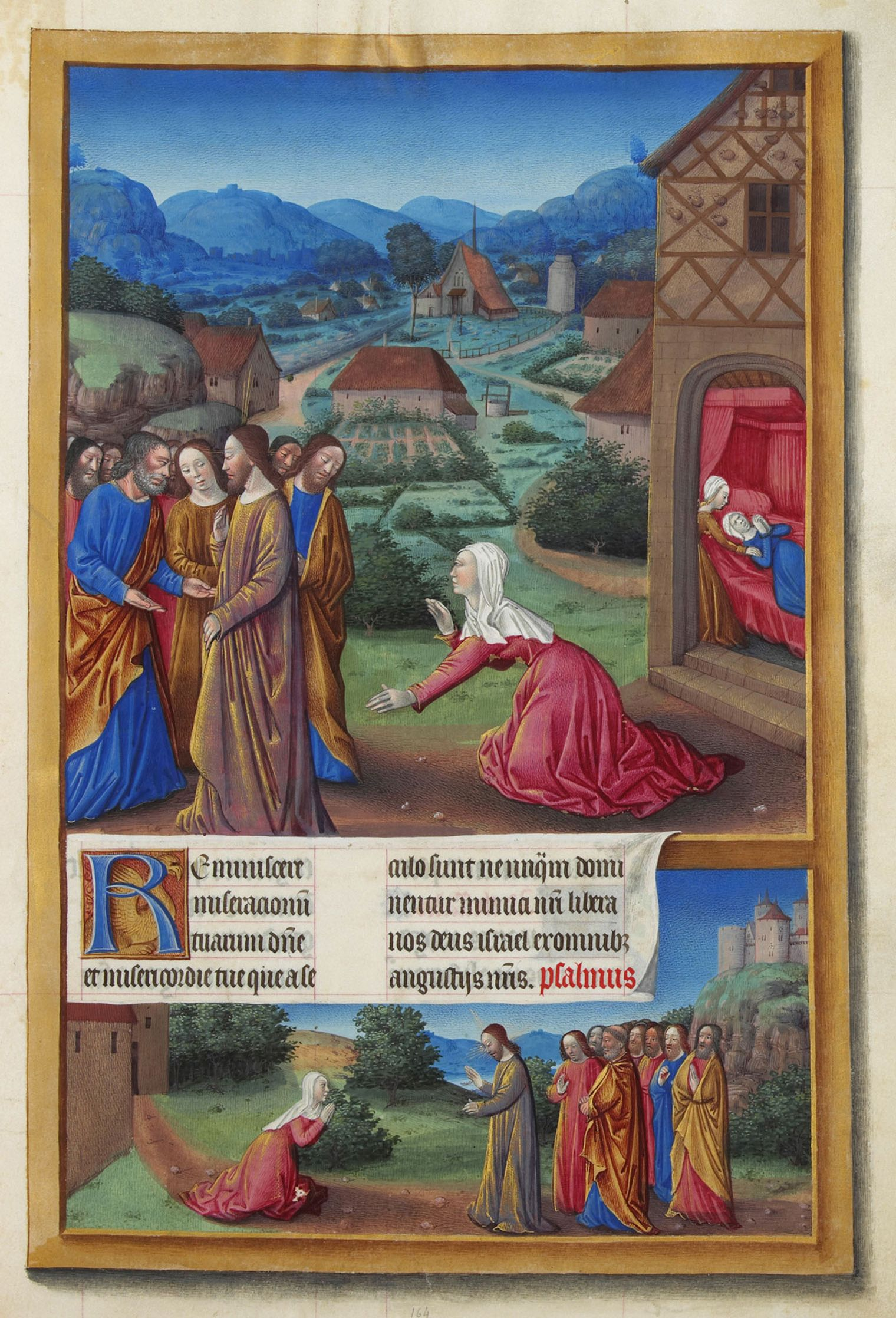

La proclamation du Royaume de Dieu unie à l'invitation à la conversion (Regni Dei proclamatio coniuncta cum invitamento ad conversionem)
Nous vous offrons, Seigneur Jésus, cette dizaine, en l'honneur de la proclamation du Royaume, et nous vous demandons, par ce mystère et par l'intercession de votre Très Sainte Mère, la grâce de la conversion du cœur.

« Les temps sont accomplis: le règne de Dieu est tout proche. Convertissez-vous et croyez à la Bonne Nouvelle »

— Mc 1, 15
Je vous salue, Marie pleine de grâces ; le Seigneur est avec vous. Vous êtes bénie entre toutes les femmes, et Jésus, nous donnant la Loi d’amour, le fruit de vos entrailles, est béni. Sainte Marie, Mère de Dieu, priez pour nous pauvres pécheurs, maintenant et à l'heure de notre mort. Amen.

## Transfiguration

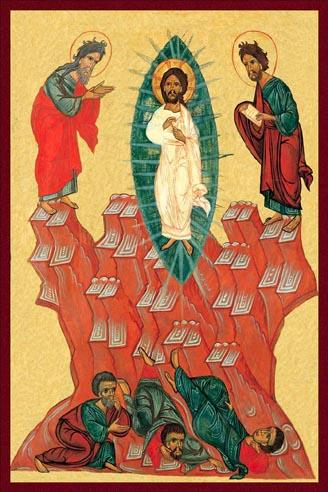

La Transfiguration du Christ au Mont Thabor (Transfiguratio)
Nous vous offrons, Seigneur Jésus, cette dizaine, en l'honneur de la Transfiguration, et nous vous demandons, par ce mystère et par l'intercession de votre Très Sainte Mère, la grâce du recueillement et de la prière.

« Six jours après, Jésus prend avec lui Pierre, Jacques et Jean son frère, et il les emmène à l’écart, sur une haute montagne. Il fut transfiguré devant eux; son visage devint brillant comme le soleil, et ses vêtements, blancs comme la lumière »

— Mt 17, 1-2
Je vous salue, Marie pleine de grâces ; le Seigneur est avec vous. Vous êtes bénie entre toutes les femmes, et Jésus, manifestant sa gloire aux apôtres, le fruit de vos entrailles, est béni. Sainte Marie, Mère de Dieu, priez pour nous pauvres pécheurs, maintenant et à l'heure de notre mort. Amen.

## L'institution de l'Eucharistie

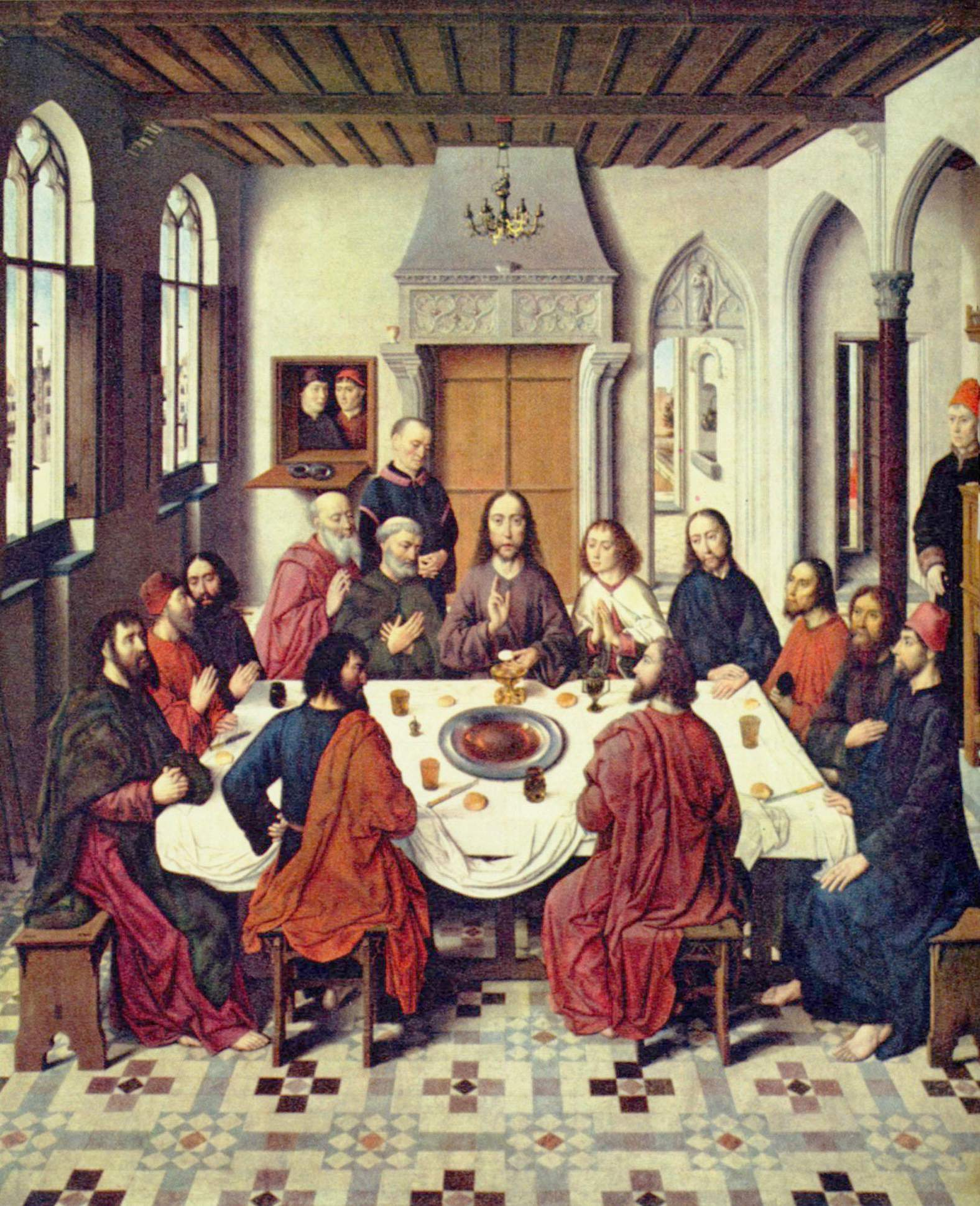

L'institution de l'Eucharistie Cénacle de Jérusalem, le soir du Jeudi saint (Eucharistiae institutio)
Nous vous offrons, Seigneur Jésus, cette dizaine, en l'honneur de la sainte Eucharistie, et nous vous demandons, par ce mystère et par l'intercession de votre Très Sainte Mère, la grâce  de la dévotion au Saint-Sacrement.

« Pendant le repas, Jésus prit du pain, prononça la bénédiction, le rompit et le donna à ses disciples, en disant: "Prenez, mangez: ceci est mon corps" »

— Mt 26, 26
Je vous salue, Marie pleine de grâces ; le Seigneur est avec vous. Vous êtes bénie entre toutes les femmes, et Jésus, nous donnant le sacrement de son amour, le fruit de vos entrailles, est béni. Sainte Marie, Mère de Dieu, priez pour nous pauvres pécheurs, maintenant et à l'heure de notre mort. Amen.